# Éry Márton
Éry Márton (Döbrököz, 1865. október 10. - Budapest, 1937. december 25.) alispán, országgyűlési képviselő.

## Élete
Szülőfalujában végezte az elemi iskolát, középiskolai tanulmányait pedig a pécsi ciszterci főgimnáziumban fejezte be. A pécsi püspöki joglíceumban folytatta jogi iskoláit, míg  az államtudományi doktorátusát 1892-ben a kolozsvári egyetemen szerezte meg.
1895-ben helyettes árvaszéki jegyző volt Tolna vármegyében, ezután aljegyző Szekszárdon, majd 1912-től a vármegye főjegyzője.
1922- 1926 között megyei alispánként tevékenykedett. Az 1926-os választásokon őt választották meg országgyűlési képviselőnek a dombóvári kerületben, azonban az 1931-es  választáson már nem vállalt jelöltséget.
Dombóvár díszpolgára, a szekszárdi kórházi bizottság elnöke volt. 1931-től a budapesti  Vármegyék és Városok Országos Mentőegyesületének ügyvezető alelnökeként dolgozott.